# Paavonsaari (ö i Norra Savolax)
Paavonsaari är en ö i Finland. Den ligger i sjön Kallavesi och i sjön Kallavesi och i  kommunen Leppävirta i den ekonomiska regionen  Varkaus ekonomiska region  och landskapet Norra Savolax, i den centrala delen av landet, 300 km nordost om huvudstaden Helsingfors. Öns area är 0,2 hektar och dess största längd är 90 meter i nord-sydlig riktning.